# Bad Wolves
Bad Wolves ist eine US-amerikanische Metal-Band, die 2017 gegründet wurde.

## Geschichte

### Gründung undDisobey(2017 bis 2019)

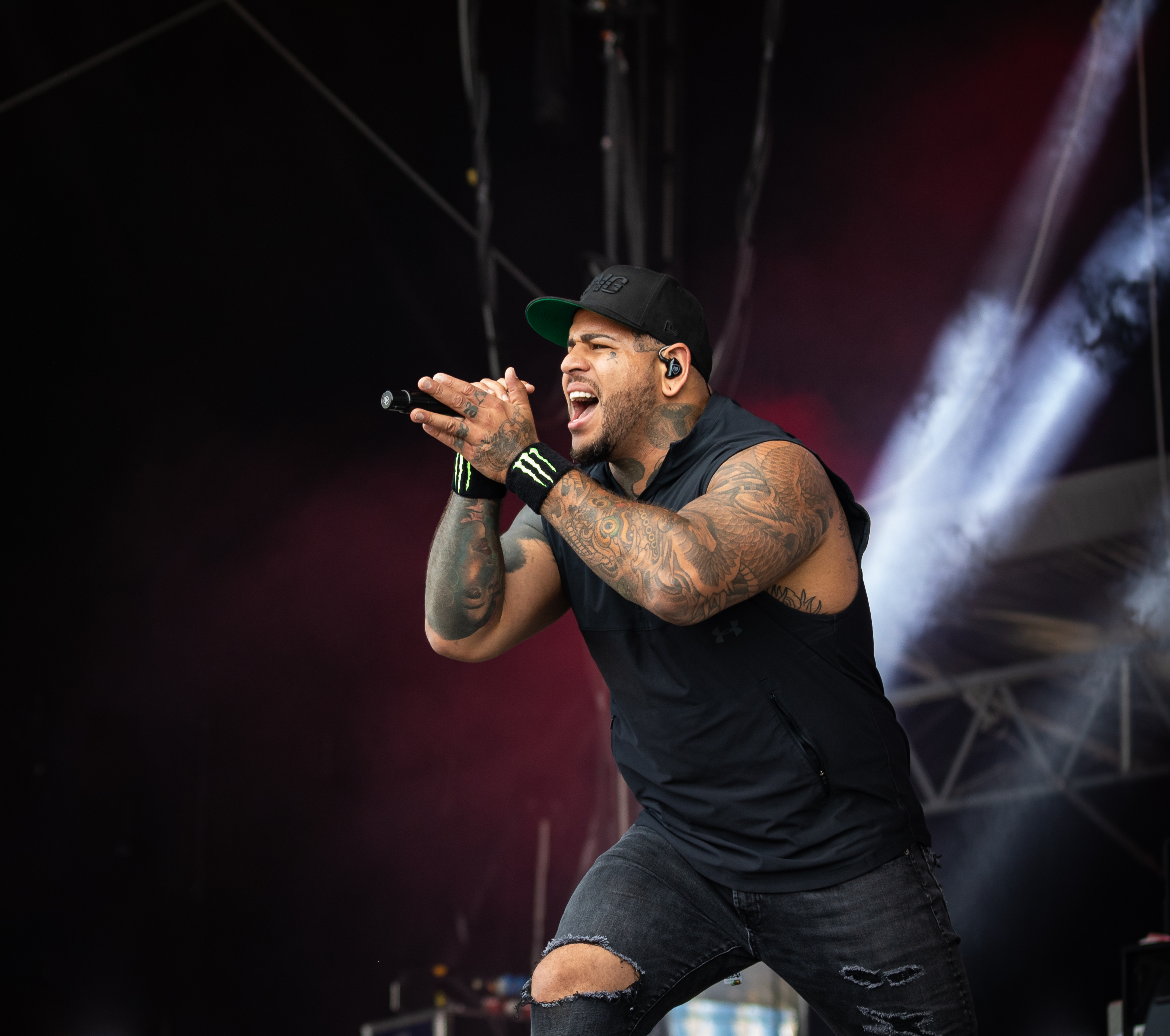
Ex-Sänger Tommy Vext (2019)

Die Band wurde von dem Sänger Tommy Vext (ehemals Divine Heresy, ehemals Snot), dem Schlagzeuger John Boecklin (ehemals DevilDriver), dem Gitarristen Doc Coyle (ehemals God Forbid), dem Gitarristen Chris Cain (Bury Your Dead, For the Fallen Dreams) und dem Bassisten Kyle Konkiel (ehemals In This Moment) gegründet. Manager der Band ist Zoltán Báthory von der Band Five Finger Death Punch. Die Band kündigte an, dass ihr von Mark Lewis produziertes Debüt-Album im Frühjahr 2018 veröffentlicht wird. Im November 2017 veröffentlichten Bad Wolves ihre erste Single Learn to Live.
Am 18. Januar 2018 veröffentlichten sie ihre zweite Single Zombie, eine Coverversion des Songs von den Cranberries. Die Cranberries-Sängerin Dolores O’Riordan sollte das Lied mit der Band einspielen, starb jedoch drei Tage vor der geplanten Aufnahme in London. Ein Musikvideo wurde am 22. Februar 2018 veröffentlicht. Das Lied erreichte Platz eins der Billboard-Mainstream-Rock-Songs-Charts. Zombie wurde in den USA und Kanada jeweils mit Platin ausgezeichnet. Das Debütalbum Disobey erschien am 11. Mai 2018 und erreichte Platz 23 der US-amerikanischen, Platz 24 der Schweizer, Platz 39 der österreichischen, Platz 51 der britischen und Platz 55 der deutschen Albumcharts.

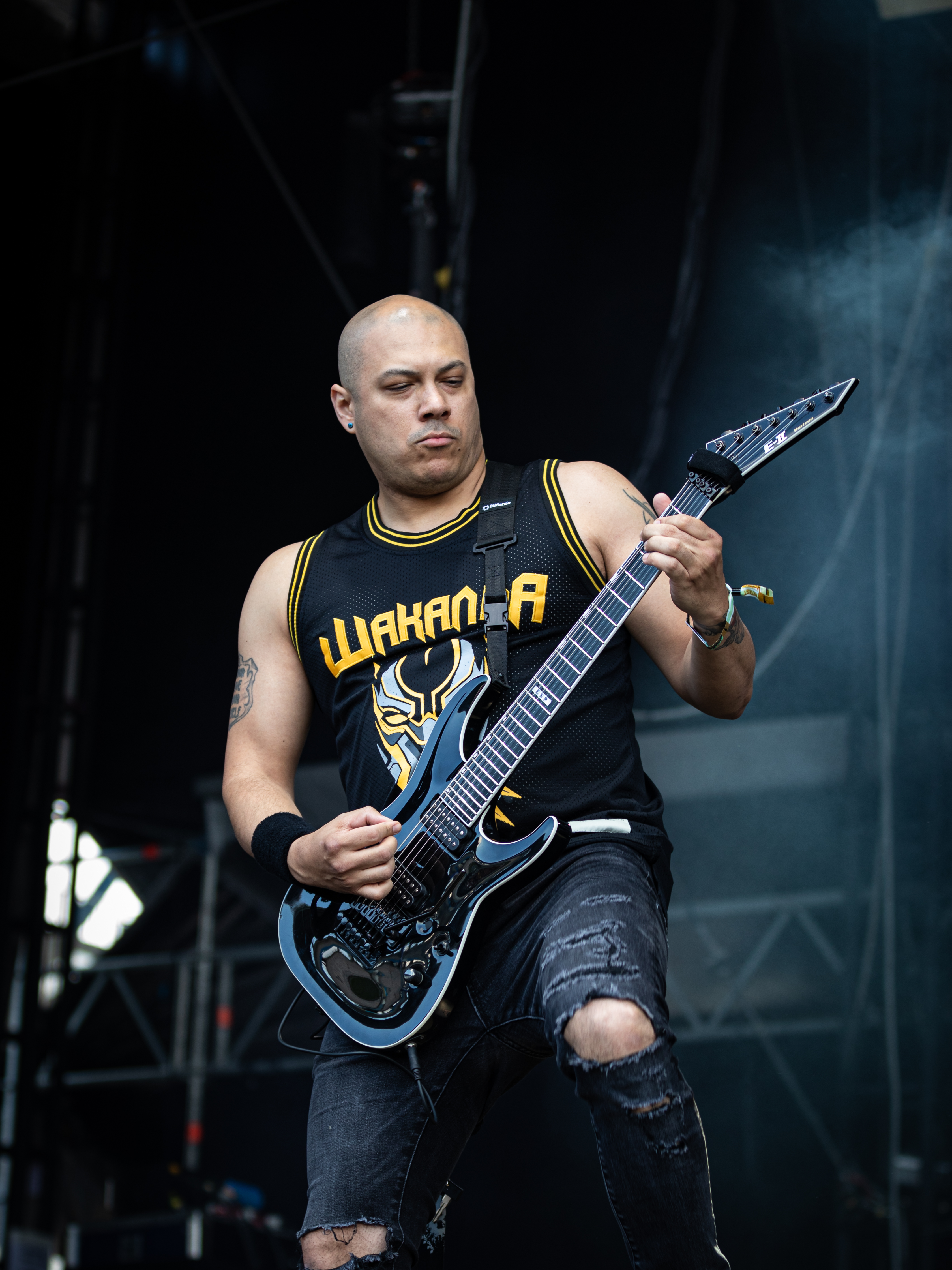
Gitarrist Doc Coyle (2019)

Die Band tourte im Frühjahr 2018 mit Five Finger Death Punch, Shinedown und Starset durch Nordamerika. Nach einem Konzert in New York City am 19. Juni 2018 überreichte die Band einen Scheck in Höhe von 250.000 US-Dollar an O’Riordans Kinder. Bei den iHeartRadio Music Awards 2019 wurde Zombie in der Kategorie Rock Song of the Year nominiert, der Preis ging jedoch an Greta Van Fleet. Im Sommer 2019 spielten die Bad Wolves auf den europäischen Festivals Rock im Park, Nova Rock, Download-Festival, Graspop Metal Meeting und dem AlpenFlair. Danach tourte die Band durch Europa im Vorprogramm von Three Days Grace sowie in Nordamerika als Vorband für Papa Roach.

### N.A.T.I.O.N.und Sängerwechsel (2019 bis 2021)
Zwischenzeitlich arbeitete die Band in verschiedenen Studios an ihrem zweiten Studioalbum N.A.T.I.O.N., dass am 25. Oktober 2019 erschien. Im Gegensatz zu Disobey enthielt das Album keine Coverversion, da sich die Band laut Sänger Tommy Vext mehr auf eigenes Material konzentrieren wollte. Mit Platz 60 der deutschen, Platz 63 der Schweizer und Platz 78 der US-amerikanischen Albumcharts belegte N.A.T.I.O.N. niedrigere Platzierungen als sein Vorgänger. Die Singles Killing Me Slowly und Sober erreichten jeweils Platz eins der Mainstream-Rock-Songs-Charts. Im Januar und Februar 2020 tourten die Bad Wolves zusammen mit Megadeth im Vorprogramm von Five Finger Death Punch durch Europa.
Für den Sommer 2020 kündigte die Band zunächst eine Co-Headlinertournee mit Hollywood Undead und den Vorgruppen From Ashes to New und Fire from the Gods an, bevor die Bad Wolves als Vorband der Nordamerikatournee der Bands Staind und Disturbed fungieren sollten. Beide Tourneen wurden wegen der COVID-19-Pandemie abgesagt. Am 9. Januar 2021 verkündete die Band die Trennung von ihrem Sänger Tommy Vext, ohne zunächst konkrete Gründe für die Trennung zu nennen. Über Instagram veröffentlichte Vext ein Video, in dem er darauf bestand, dass er wegen seiner konservativen politischen Ansichten und seiner Unterstützung des damaligen US-Präsidenten Donald Trump sowie auf Druck der Plattenfirma gefeuert wurde. Ferner vertritt Vext die Ansicht, dass der Rassismus in den USA „gefertigt“ werden würde. Er bezweifelt die Legitimität der Bewegung Black Lives Matter und deutete ohne Beweise zu liefern an, dass diese Bewegung von Leuten wie George Soros und der Clinton Foundation kreiert wurden.

### Dear MonstersundDie About It(seit 2021)
Gemeinsam mit dem neuen Sänger Daniel Laskiewicz, der zuvor unter anderem bei The Acacia Strain spielte, wurde das dritte Studioalbum Dear Monsters im Sommer 2021 fertig gestellt. Laut dem Gitarristen Doc Coyle dauerten die Arbeiten an dem Album insgesamt 15 Monate. Die Veröffentlichung erfolgte am 28. Oktober 2022. Dear Monsters erreichte Platz 94 der deutschen und Platz 83 der Schweizer Albumcharts. Im Frühjahr 2022 spielten die Bad Wolves zusammen mit Hollywood Undead in Vorprogramm von Papa Roach in Nordamerika. Aus familiären Gründen verließ der Gitarrist Chris Cain die Tournee und wurde durch den ehemaligen Monuments-Gitarristen Olly Steele ersetzt. Ende Mai 2022 stieg Cain ganz aus der Band aus und wurde durch Max Karon von der Band Once Human ersetzt.
Am 29. Juli 2022 veröffentlichten Bad Wolves ihre dritte EP Sacred Kiss, die nicht für das Album Dear Monsters verwendete Lieder enthält. Bei dem Titellied ist Aaron Pauley von der Band Of Mice & Men als Gastsänger zu hören. Anschließend nahm die Band ihr viertes Studioalbum Die About It auf. Das Album wurde von Josh Gilbert, John Boecklin und Daniel Laskiewicz produziert und soll am 3. November 2023 erscheinen. Für den Anfang 2023 wieder ausgestiegenen Max Karon verpflichtete die Band Adrian Rebollo von der Band Issues als Livegitarristen. Ende 2023 tourt die Band zusammen mit Eva Under Fire im Vorprogramm von Bush durch Nordamerika. Im April 2025 verließen der Gitarrist Doc Coyle und der Bassist Kyle Konkiel die Band. Für Coyle kehrte Chris Cain in die Band zurück, während Kevin Creekman den Bass übernahm.

## Diskografie
Studioalben

| Jahr | Titel Musiklabel                 | Höchstplatzierung, Gesamtwochen, AuszeichnungChartplatzierungen (Jahr, Titel, Musiklabel, Platzierungen, Wochen, Auszeichnungen, Anmerkungen) | Höchstplatzierung, Gesamtwochen, AuszeichnungChartplatzierungen (Jahr, Titel, Musiklabel, Platzierungen, Wochen, Auszeichnungen, Anmerkungen) | Höchstplatzierung, Gesamtwochen, AuszeichnungChartplatzierungen (Jahr, Titel, Musiklabel, Platzierungen, Wochen, Auszeichnungen, Anmerkungen) | Höchstplatzierung, Gesamtwochen, AuszeichnungChartplatzierungen (Jahr, Titel, Musiklabel, Platzierungen, Wochen, Auszeichnungen, Anmerkungen) | Höchstplatzierung, Gesamtwochen, AuszeichnungChartplatzierungen (Jahr, Titel, Musiklabel, Platzierungen, Wochen, Auszeichnungen, Anmerkungen) | Anmerkungen                                           |
| Jahr | Titel Musiklabel                 | DE | AT | CH | UK | US | Anmerkungen                                           |
| ---- | -------------------------------- | --- | --- | --- | --- | --- | ----------------------------------------------------- |
| 2018 | Disobey Eleven Seven Music       | DE55 (1 Wo.)DE | AT39 (1 Wo.)AT | CH24 (1 Wo.)CH | UK51 (1 Wo.)UK | US23 (9 Wo.)US | Erstveröffentlichung: 11. Mai 2018 Verkäufe: + 40.000 |
| 2019 | N.A.T.I.O.N. Eleven Seven Music  | DE60 (1 Wo.)DE | AT44 (1 Wo.)AT | CH63 (1 Wo.)CH | — | US78 (1 Wo.)US | Erstveröffentlichung: 25. Oktober 2019                |
| 2021 | Dear Monsters Better Noise Music | DE94 (1 Wo.)DE | — | CH83 (1 Wo.)CH | — | — | Erstveröffentlichung: 29. Oktober 2021                |
| 2023 | Die About It Better Noise Music  | — | — | — | — | — | Erstveröffentlichung: 3. November 2023                |

## Auszeichnungen und Nominierungen
iHeartRadio Music Awards
| Jahr | Kategorie             | für    | Resultat  |
| ---- | --------------------- | ------ | --------- |
| 2019 | Rock Song of the Year | Zombie | Nominiert |